# الکساندراو، بخش زنین
الکساندراو، بخش زنین (به لاتین: Aleksandrowo, Żnin County) یک منطقهٔ مسکونی در لهستان است که در Gmina Barcin واقع شده‌است.